# 長瀬朋彦
長瀬 朋彦（ながせ ともひこ、1952年10月28日 - ）は、株式会社IMAGICA GROUP代表取締役社長。

## 人物
大東亜戦争終結の7年後、男ばかりの4人兄弟の3男として芦屋市で誕生した。人柄は温厚。まじめで、誠実。明るい性格で、楽観的。
父彰造は、長瀬産業株式会社の6代目社長であった。2006年5月に亡くなっている。母恵子は、住友信託銀行会長、福山善治郎の二女。1935年に株式会社極東現像所（現・IMAGICA GROUP）を設立した、長瀬徳太郎は朋彦の祖父に当たる。
一貫して私立の学校に通ったため、受験らしい受験の経験がない。甲南小学校に入学。1963年1月かに家族で芦屋から成城へ移住し、成城学園に転入。その後、吉祥寺にある成蹊高校に進みそのまま成蹊大学を卒業した。卒業して旭硝子に就職したが、5年ほどで長兄洋が、ジャパンラインから長瀬産業に移り、次兄文男が三菱商事から東洋現像所に次々に移っていくのを見て、1981年の結婚を機に京都にある京都機械㈱に入社した。この会社は、繊維業界で織物の連続染色機械を作っていた会社である。スウェーデンのアルファ・ラバル社と業務提携して、連続遠心分離機やプレート型熱交換器も作っていた。しかしその後、1984年から次兄の文男に誘われて、東洋現像所に移った。
東洋現像所は、設立の極東現像所から社名を変更したが、その後、現像という業態に別れを告げ、IMAGICA（イマジカ）に変わった。このイマジカは、大きな変革期に差し掛かっており、設立当初から連綿と続いてきた動画用フィルムの現像、プリントの主力事業がビデオの出現で大きな危機を迎えていた。ビデオ事業の導入は早い段階から進められていたが、その後、次兄文男が社長となり、川上戦略で上流の事業を取り込みながら売り上げを伸ばしてきている。その中で、グループ会社の㈱フォトロンは映像機器の輸入や製造販売を手掛ける会社であったが、1995年からそこへ出向しその後転籍し、1997年に店頭公開して社長となった。2007年にイマジカ・ロボット ホールディングスと名を変えていたIMAGICA GROUPに戻った。
2009年には社長となり、フォトロンの協力を得て店頭公開、そして2部上場、2014年にはIMAGICA GROUPを東証1部上場を果たすまで、グループの指揮を執るなど、グループ発展に貢献した。

## 経歴
- 1975年3月 - 成蹊大学工学部機械工学科卒業[1]
- 1975年4月 - 旭硝子株式会社入社
- 1986年8月 - 株式会社イマジカ（現・株式会社エフ・イー・エル）入社
- 1990年6月 - 同社 取締役
- 1993年6月 - 株式会社フォトロン 取締役
- 1998年6月 - 同社 代表取締役社長
- 2007年6月 - 株式会社イマジカ・ロボット ホールディングス（現・IMAGICA GROUP）取締役専務執行役員
- 2009年4月 - 同社代表取締役社長執行役員[2]
- 2010年7月 - 経済同友会会員[3]
- 2014年7月 - 同社 取締役副会長
- 2015年7月 - 同社 顧問

## 親族
- 兄の長瀬洋は成蹊大学法学部卒業し、長瀬産業㈱の代表取締役社長をつとめた。その後、代取会長。
- 兄の長瀬文男は成蹊大学工学部卒で、IMAGICA GROUPの会長を務めている。
- 弟の長瀬隆弘は成城大学経済学部卒業、日新自動車㈱の代表取締役社長を務めた。